# Porto Cheli Airport
Porto Cheli Airport var en flygplats i Grekland. Den var belägen i prefekturen Nomós Argolídos och regionen Peloponnesos, i den sydöstra delen av landet, 90 km sydväst om huvudstaden Aten. Porto Cheli Airport ligger 7 meter över havet.
Terrängen runt Porto Cheli Airport är huvudsakligen platt, men söderut är den kuperad. Havet är nära Porto Cheli Airport åt sydväst. Närmaste större samhälle är Spétses, 4,1 km söder om Porto Cheli Airport. 